# Driedaagse van West-Vlaanderen 2015
De 69e editie van de wielerwedstrijd Driedaagse van West-Vlaanderen vond in 2015 plaats van 6 tot en met 8 maart. De start was in Middelkerke, de finish in Ichtegem. De ronde maakte deel uit van de UCI Europe Tour 2015, in de categorie 2.1. In 2014 won de Est Gert Jõeäär. Deze editie werd gewonnen door de Belg Yves Lampaert.

## Deelnemende ploegen
| WorldTour           | ProContinentaal             | Continentaal                  |
| ------------------- | --------------------------- | ----------------------------- |
| Etixx-Quick Step    | Topsport Vlaanderen-Baloise | Vastgoedservice-Golden Palace |
| Lotto Soudal        | Wanty-Groupe Gobert         | Veranclassic-Ekoi             |
| AG2R La Mondiale    | Bora-Argon 18               | Vérandas Willems              |
| BMC Racing Team     | Caja Rural-Seguros RGA      | An Post-Chain Reaction        |
| FDJ                 | Cofidis                     | Roubaix Lille Métropole       |
| Katjoesja           | Cult Energy                 |                               |
| LottoNL-Jumbo       | Europcar                    |                               |
| Trek Factory Racing | MTN-Qhubeka                 |                               |
|                     | Nippo-Vini Fantini          |                               |
|                     | Roompot Oranje Peloton      |                               |
|                     | Unitedhealthcare            |                               |

## Etappe-overzicht
| etappe  | datum   | start       | finish      | type       | afstand  | winnaar          | klassementsleider |
| ------- | ------- | ----------- | ----------- | ---------- | -------- | ---------------- | ----------------- |
| Proloog | 6 maart | Middelkerke | Middelkerke | Proloog    | 7 km     | Anton Vorobjov   | Anton Vorobjov    |
| 1e      | 7 maart | Brugge      | Harelbeke   | Vlakke rit | 174,1 km | Yves Lampaert    | Yves Lampaert     |
| 2e      | 8 maart | Nieuwpoort  | Ichtegem    | Vlakke rit | 184,5 km | Danny van Poppel | Yves Lampaert     |

## Etappe-uitslagen

### Proloog
| \| Middelkerke - Middelkerke (7 km (ITT)) \| \| \| \| \| Plaats \| Naam \| Ploeg \| Tijd \| \| \| Anton Vorobjov \| Katjoesja \| 7'57" \| \| 2 \| Jesse Sergent \| Trek Factory Racing \| + 4" \| \| 3 \| Jan Bárta \| Bora-Argon 18 \| + 5" \| \| 4 \| Yves Lampaert \| Etixx-Quick Step \| + 8" \| \| 5 \| Martijn Keizer \| LottoNL-Jumbo \| + 9" \| \| 6 \| Alexis Gougeard \| AG2R La Mondiale \| + 11" \| \| 7 \| Jempy Drucker \| BMC Racing Team \| z.t. \| \| 8 \| Danilo Wyss \| BMC Racing Team \| + 12" \| \| 9 \| Christophe Laporte \| Cofidis \| z.t. \| \| 10 \| Łukasz Wiśniowski \| Etixx-Quick Step \| + 13" \| |                    |                     |       |
| Middelkerke - Middelkerke (7 km (ITT)) |                    |                     |       |
| Plaats | Naam               | Ploeg               | Tijd  |
| Winnaar | Anton Vorobjov     | Katjoesja           | 7'57" |
| 2 | Jesse Sergent      | Trek Factory Racing | + 4"  |
| 3 | Jan Bárta          | Bora-Argon 18       | + 5"  |
| 4 | Yves Lampaert      | Etixx-Quick Step    | + 8"  |
| 5 | Martijn Keizer     | LottoNL-Jumbo       | + 9"  |
| 6 | Alexis Gougeard    | AG2R La Mondiale    | + 11" |
| 7 | Jempy Drucker      | BMC Racing Team     | z.t.  |
| 8 | Danilo Wyss        | BMC Racing Team     | + 12" |
| 9 | Christophe Laporte | Cofidis             | z.t.  |
| 10 | Łukasz Wiśniowski  | Etixx-Quick Step    | + 13" |

### 1e etappe
| Brugge - Harelbeke (174,1 km) |                    |                               |          |
| Plaats                        | Naam               | Ploeg                         | Tijd     |
| Winnaar                       | Yves Lampaert      | Etixx-Quick Step              | 3u54'52" |
| 2                             | Tosh Van der Sande | Lotto Soudal                  | z.t.     |
| 3                             | Sander Cordeel     | Vastgoedservice-Golden Palace | z.t.     |
| 4                             | Alexis Gougeard    | AG2R La Mondiale              | z.t.     |
| 5                             | Mirko Selvaggi     | Wanty-Groupe Gobert           | z.t.     |
| 6                             | Danny van Poppel   | Trek Factory Racing           | + 4"     |
| 7                             | Gianni Meersman    | Etixx-Quick Step              | z.t.     |
| 8                             | Roy Jans           | Wanty-Groupe Gobert           | z.t.     |
| 9                             | Rudy Barbier       | Roubaix Lille Métropole       | z.t.     |
| 10                            | Wesley Kreder      | Roompot Oranje Peloton        | z.t.     |

| Algemeen klassement |                    |                     |          |
| Plaats              | Naam               | Ploeg               | Tijd     |
| Gele trui           | Yves Lampaert      | Etixx-Quick Step    | 4u02'45" |
| 2                   | Anton Vorobjov     | Katjoesja           | + 8"     |
| 3                   | Jesse Sergent      | Trek Factory Racing | + 12"    |
| 4                   | Jan Bárta          | Bora-Argon 18       | + 13"    |
| 5                   | Alexis Gougeard    | AG2R La Mondiale    | + 14"    |
| 6                   | Martijn Keizer     | LottoNL-Jumbo       | + 17"    |
| 7                   | Jempy Drucker      | BMC Racing Team     | + 19"    |
| 8                   | Christophe Laporte | Cofidis             | + 20"    |
| 9                   | Łukasz Wiśniowski  | Etixx-Quick Step    | + 21"    |
| 10                  | Hugo Houle         | AG2R La Mondiale    | z.t.     |

### 2e etappe
| Nieuwpoort - Ichtegem (184,5) |                     |                         |          |
| Plaats                        | Naam                | Ploeg                   | Tijd     |
| Winnaar                       | Danny van Poppel    | Trek Factory Racing     | 4u21'52" |
| 2                             | Kris Boeckmans      | Lotto Soudal            | z.t.     |
| 3                             | Michael Van Staeyen | Cofidis                 | z.t.     |
| 4                             | Jempy Drucker       | BMC Racing Team         | z.t.     |
| 5                             | Gianni Meersman     | Etixx-Quick Step        | z.t.     |
| 6                             | Rick Zabel          | BMC Racing Team         | z.t.     |
| 7                             | Roy Jans            | Wanty-Groupe Gobert     | z.t.     |
| 8                             | Maxime Daniel       | AG2R La Mondiale        | z.t.     |
| 9                             | Sean De Bie         | Lotto Soudal            | z.t.     |
| 10                            | Baptiste Planckaert | Roubaix Lille Métropole | z.t.     |

## Eindklassementen
| Plaats    | Naam               | Ploeg                         | Tijd     |
| --------- | ------------------ | ----------------------------- | -------- |
| Gele trui | Yves Lampaert      | Etixx-Quick Step              | 8u24'37" |
| 2         | Anton Vorobjov     | Katjoesja                     | + 8"     |
| 3         | Jesse Sergent      | Trek Factory Racing           | + 12"    |
| 4         | Jan Bárta          | Bora-Argon 18                 | z.t.     |
| 5         | Alexis Gougeard    | AG2R La Mondiale              | + 14"    |
| 6         | Danny van Poppel   | Trek Factory Racing           | + 16"    |
| 7         | Jempy Drucker      | BMC Racing Team               | + 17"    |
| 8         | Martijn Keizer     | LottoNL-Jumbo                 | z.t.     |
| 9         | Christophe Laporte | Cofidis                       | + 20"    |
| 10        | Łukasz Wiśniowski  | Etixx-Quick Step              | + 21"    |
| 11        | Hugo Houle         | AG2R La Mondiale              | z.t.     |
| 12        | Kris Boeckmans     | Lotto Soudal                  | + 22"    |
| 13        | Edward Theuns      | Topsport Vlaanderen-Baloise   | + 23"    |
| 14        | Gediminas Bagdonas | AG2R La Mondiale              | + 25"    |
| 15        | Sean De Bie        | Lotto Soudal                  | + 26"    |
| 16        | Fábio Silvestre    | Trek Factory Racing           | + 27"    |
| 17        | Adrien Petit       | Cofidis                       | z.t.     |
| 18        | Boy van Poppel     | Trek Factory Racing           | z.t.     |
| 19        | Tosh Van der Sande | Lotto Soudal                  | + 28"    |
| 20        | Sander Cordeel     | Vastgoedservice-Golden Palace | z.t.     |

| Plaats      | Naam             | Ploeg               | Punten |
| ----------- | ---------------- | ------------------- | ------ |
| Groene trui | Yves Lampaert    | Etixx-Quick Step    | 24     |
| 2           | Danny van Poppel | Trek Factory Racing | 20     |
| 3           | Anton Vorobjov   | Katjoesja           | 15     |

| Plaats    | Naam          | Ploeg                       | Punten |
| --------- | ------------- | --------------------------- | ------ |
| Rode trui | Tim Kerkhof   | Roompot Oranje Peloton      | 6      |
| 2         | Gorik Gardeyn | Veranclassic-Ekoi           | 5      |
| 3         | Edward Theuns | Topsport Vlaanderen-Baloise | 4      |

| Plaats      | Naam             | Ploeg               | Tijd     |
| ----------- | ---------------- | ------------------- | -------- |
| Zwarte trui | Yves Lampaert    | Etixx-Quick Step    | 8u24'37" |
| 2           | Anton Vorobjov   | Katjoesja           | + 8"     |
| 3           | Alexis Gougeard  | AG2R La Mondiale    | + 14"    |
|             |                  |                     |          |
| 4           | Danny van Poppel | Trek Factory Racing | + 16"    |

| Plaats     | Naam                | Ploeg                  | Tijd     |
| ---------- | ------------------- | ---------------------- | -------- |
| Witte trui | Yves Lampaert       | Etixx-Quick Step       | 8u24'37" |
| 2          | Jens Vandenbogaerde | An Post-Chain Reaction | + 54"    |
| 3          | Xandro Meurisse     | An Post-Chain Reaction | + 58"    |

| Plaats | Ploeg            | Tijd      |
| ------ | ---------------- | --------- |
|        | Etixx-Quick Step | 25u14'48" |
| 2      | AG2R La Mondiale | + 4"      |
| 3      | BMC Racing Team  | + 7"      |
|        |                  |           |
| 7      | LottoNL-Jumbo    | + 34"     |

## Klassementenverloop
| Etappe       | Winnaar          | Algemeen klassement · | Puntenklassement · | Rushesklassement · | Jongerenklassement · | West-Vlamingenklassement · | Ploegenklassement · |
| ------------ | ---------------- | --------------------- | ------------------ | ------------------ | -------------------- | -------------------------- | ------------------- |
| P            | Anton Vorobjov   | Anton Vorobjov        | Anton Vorobjov     | Anton Vorobjov     | Anton Vorobjov       | Yves Lampaert              | Etixx-Quick Step    |
| 1            | Yves Lampaert    | Yves Lampaert         | Yves Lampaert      | Gorik Gardeyn      | Yves Lampaert        | Yves Lampaert              | Etixx-Quick Step    |
| 2            | Danny van Poppel | Yves Lampaert         | Yves Lampaert      | Tim Kerkhof        | Yves Lampaert        | Yves Lampaert              | Etixx-Quick Step    |
| 0Eindstanden | 0Eindstanden     | Yves Lampaert         | Yves Lampaert      | Tim Kerkhof        | Yves Lampaert        | Yves Lampaert              | Etixx-Quick Step    |

<< ·
2004 · 
2005 ·
2006 · 2007 · 2008 · 2009 · 2010 · 2011 · 2012 · 2013 · 2014 · 2015 · 2016 · 
2017 · 2018
Etappewedstrijden

 Ster van Bessèges · 
 Ronde van de Algarve · 
 Ruta del Sol · 
 Ronde van de Haut-Var · 
 Driedaagse van West-Vlaanderen · 
 Internationale Wielerweek · 
 Internationaal Wegcriterium · 
 Driedaagse van De Panne-Koksijde · 
 Ronde van de Sarthe · 
 Ronde van Castilië en León · 
 Ronde van Trentino · 
 Ronde van Kroatië · 
 Ronde van Turkije · 
 Ronde van Yorkshire · 
 Ronde van Asturië · 
 Vierdaagse van Duinkerke · 
 Ronde van Azerbeidzjan · 
 Ronde van Madrid · 
 Ronde van Beieren · 
 Ronde van Picardië · 
 Ronde van Noorwegen · 
 World Ports Classic · 
 Tour des Fjords · 
 Ronde van Estland · 
 Ronde van België · 
 Ronde van Luxemburg · 
 Boucles de la Mayenne · 
 Ster ZLM Toer · 
 Ronde van Slovenië · 
 Route du Sud · 
 Sibiu Cycling Tour · 
 Ronde van Oostenrijk · 
 Ronde van Wallonië · 
 Ronde van Portugal · 
 Ronde van Burgos · 
 Ronde van Denemarken · 
 Ronde van de Ain · 
 Ronde van Tsjechië · 
 Arctic Race of Norway · 
 Ronde van de Limousin · 
 Ronde van Poitou-Charentes · 
 Ronde van Groot-Brittannië · 
 Ronde van Gévaudan Languedoc-Roussillon · 
 Eurométropole Tour
Eendaagse wedstrijden

 Trofeo Santanyí-Ses Salines-Campos · 
 Trofeo Andratx-Mirador d'Es Colomer · 
 Trofeo Serra de Tramuntana · 
 Trofeo Playa de Palma-Palma · 
 GP La Marseillaise · 
 Grote Prijs van de Etruskische Kust · 
 Ronde van Murcia · 
 Clásica de Almería · 
 Trofeo Laigueglia · 
 Omloop Het Nieuwsblad · 
 Classic Sud Ardèche · 
 GP Lugano · 
 La Drôme Classic · 
 Kuurne-Brussel-Kuurne · 
 Le Samyn · 
 Strade Bianche · 
 Ronde van Drenthe · 
 Dwars door Drenthe · 
 Nokere Koerse · 
 GP Nobili Rubinetterie · 
 Handzame Classic · 
 Ronde van Zeeland Seaports · 
 Classic Loire-Atlantique · 
 Grote Prijs van Cholet-Pays de Loire · 
 Dwars door Vlaanderen · 
 Classica Corsica · 
 Route Adélie de Vitré · 
 Grote Prijs Miguel Indurain · 
 Volta Limburg Classic · 
 Ronde van La Rioja · 
 Parijs-Camembert · 
 Scheldeprijs · 
 Klasika Primavera · 
 Brabantse Pijl · 
 GP Denain · 
 Ronde van de Finistère · 
 Tro Bro Léon · 
 La Roue Tourangelle · 
 Ronde van de Apennijnen · 
 Grote Prijs van de Somme · 
 Grote Prijs van Plumelec · 
 ProRace Berlin · 
 Boucles de l'Aulne · 
 GP Kanton Aargau · 
 Ronde van Keulen · 
 Ronde van Limburg · 
 Velothon Wales · 
 Halle-Ingooigem · 
 Trofeo Matteotti · 
 GP Cerami · 
 GP Industria & Artigianato-Larciano · 
 Prueba Villafranca de Ordizia · 
 Ronde van Toscane · 
 Circuito de Getxo · 
 Polynormande · 
 RideLondon Classic · 
 GP Stad Zottegem · 
 Arnhem-Veenendaal Classic · 
 GP Jef Scherens · 
 Druivenkoers Overijse · 
 Schaal Sels · 
 Brussels Cycling Classic · 
 GP Fourmies · 
 Velothon Stockholm · 
 Ronde van de Doubs · 
 Coppa Bernocchi · 
 Coppa Agostoni · 
 GP van Wallonië · 
 Kampioenschap van Vlaanderen · 
 Memorial Marco Pantani · 
 Grote Prijs Impanis-Van Petegem · 
 GP van Isbergues · 
 GP Industria & Commercio di Prato · 
 Omloop van het Houtland · 
 Duo Normand · 
 Ronde van de Drie Valleien · 
 Milaan-Turijn · 
 Ronde van Piemonte · 
 Ronde van het Münsterland · 
 Ronde van de Vendée · 
 Memorial Frank Vandenbroucke · 
 Coppa Sabatini · 
 Parijs-Bourges · 
 Ronde van Emilia · 
 GP Beghelli · 
 Parijs-Tours · 
 Nationale Sluitingsprijs · 
 Chrono des Nations